# Broń jądrowa Wielkiej Brytanii

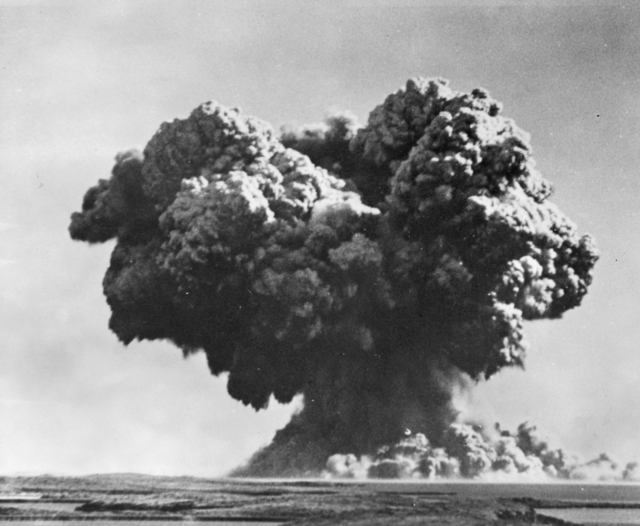
Pierwszy test brytyjskiej broni jądrowej (Operacja Hurricane)

Broń jądrowa Wielkiej Brytanii – strategiczne i taktyczne siły jądrowe Brytyjskich Sił Zbrojnych. Stanowią element odstraszania nuklearnego.

## Charakterystyka

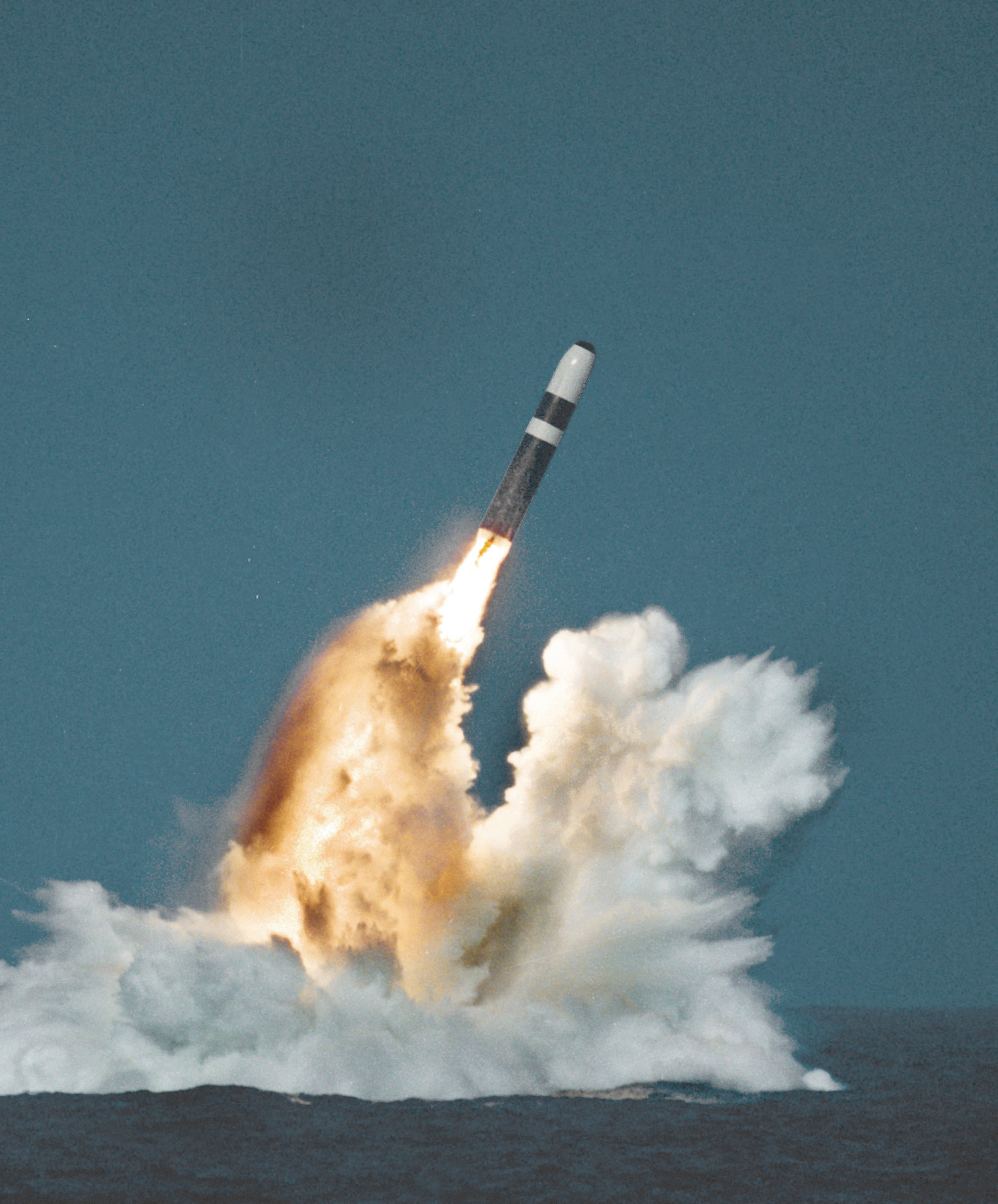
Trident II

W latach 50. XX w. Wielka Brytania rozpoczęła tworzenie strategicznych sił jądrowych i skoncentrowała się głównie na rozwoju bomb lotniczych. Na początku lat 60. na terytorium Wielkiej Brytanii rozmieszczono 60 amerykańskich rakiet balistycznych typu Thor i stanowiły one drugi element triady jądrowej. W 1963 rozpoczęto rozwijanie morskich sił jądrowych z rakietami Polaris. 
Chociaż w różnych okresach w służbie były strategiczne samoloty sił powietrznych, balistyczne rakiety bazowania lądowego i rakiety balistyczne bazowania morskiego, to Wielka Brytania nigdy nie posiadała jednocześnie wszystkich elementów triady jądrowej.
Po zakończeniu zimnej wojny Wielka Brytania posiadała w siłach powietrznych i marynarce wojennej około 350 głowic jądrowych. Wojska lądowe posiadały wprawdzie wyrzutnie MGM-52 Lance oraz haubice 203 mm i 155 mm, przystosowane do strzelania amunicją jądrową, jednakże głowice do nich znajdowały się pod pełną kontrolą Stanów Zjednoczonych. 
W wyniku ocieplenia stosunków na linii Wschód–Zachód i zmniejszenia zagrożenia wybuchu światowego konfliktu, siły nuklearne były systematycznie zmniejszane. W 1998 wycofano ze służby ostatnie bomby WE 177A, a broń jądrowa pozostała jedynie w uzbrojeniu rakiet typu Trident II rozmieszczonych na okrętach podwodnych. 
W 2015 Wielka Brytania posiadała około 225 głowic jądrowych przeznaczonych, między innymi, do rakiet typu UGM-133A Trident II D-5 rozmieszczonych na okrętach podwodnych typu Vanguard. Okręty podwodne typu Vanguard, pomimo prowadzonej polityki ograniczającej liczbę przenoszonych głowic przez pojedynczy okręt podwodny, nadal tworzą główny trzon sił odstraszania jądrowego i w każdej chwili gotowe są do wykonania uderzeń w razie wybuchu konfliktu zbrojnego.
Brytyjska broń nuklearna ma odstraszać przed atakiem bronią masowego rażenia oraz innymi atakami, powodującymi (lub mającymi spowodować) ofiary na masową skalę oraz poważne zagrożenia dla gospodarki, środowiska, rządów i struktury społecznej. Wielka Brytania zachowuje prawo do pierwszego użycia broni nuklearnej. Oprócz strategicznej funkcji obejmującej atak na pełną skalę z wykorzystaniem pocisków Trident, poprzez użycie jednej lub ograniczonej liczby rakiet, przewiduje dla nich także rolę substrategiczną jako środka przekazania wiadomości politycznej, ostrzeżenia i demonstracji zdecydowania. 
W myśl swojej doktryny militarnej, nie przewiduje użycia broni jądrowej na szczeblu taktycznym.

## Komponent powietrzny

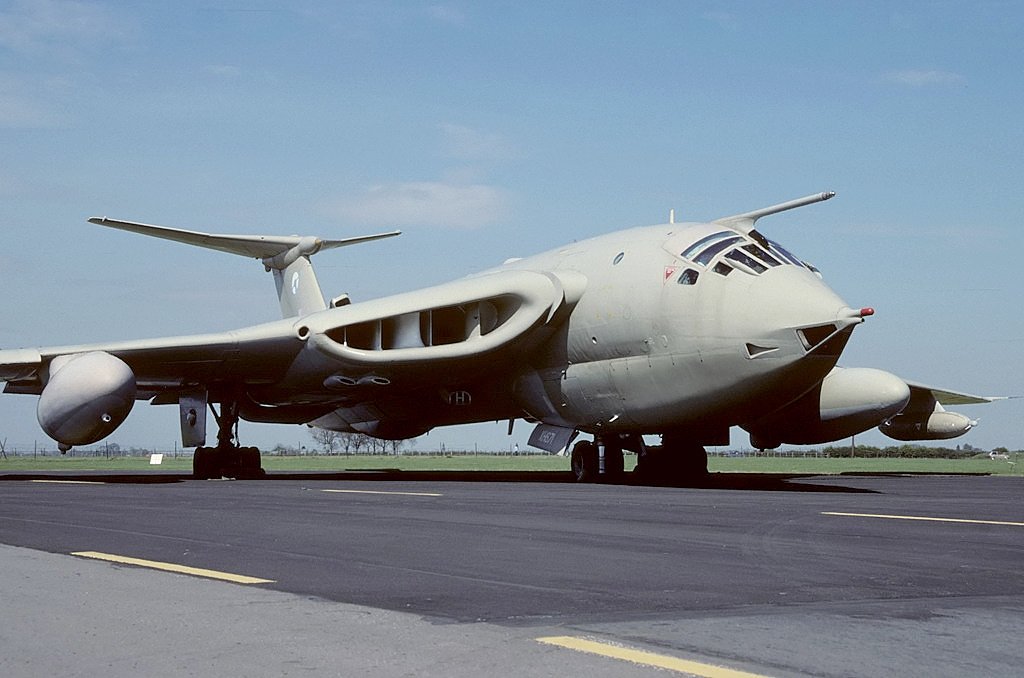
Handley Page Victor

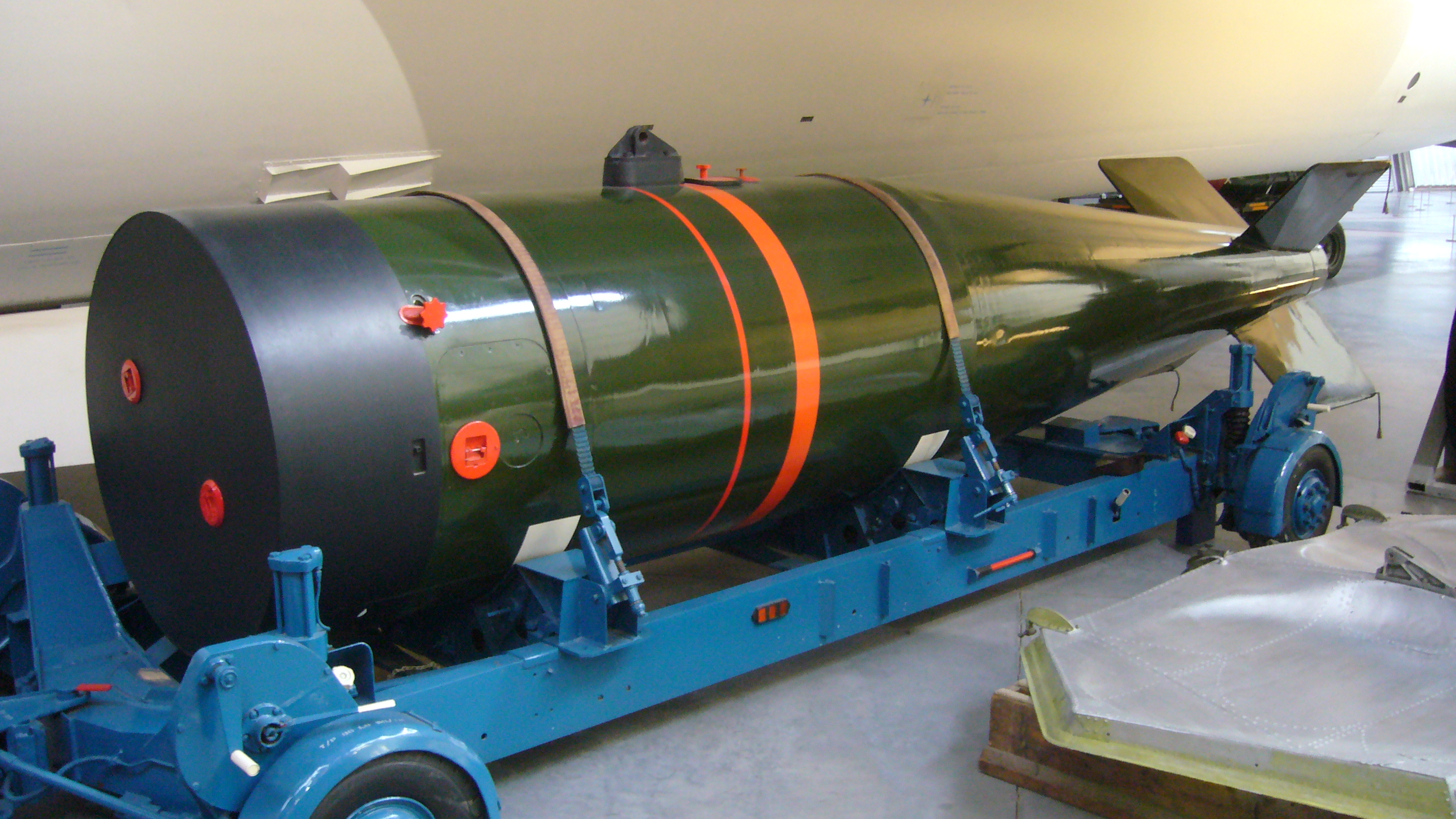
Brytyjska bomba „Yellow Sun”

Komponent powietrzny był pierwszym komponentem strategicznych sił jądrowych Wielkiej Brytanii. Początkowo stanowiły go bomby jądrowe i strategiczne samoloty bombowe zdolne do ich przenoszenia. W 1953 do uzbrojenia weszła wolno spadająca bomba Blue Danube. Bomby tego typu zostały przekazane do bazy RAF Wittering i weszły do uzbrojenia jednostki 1321 Flight RAF wyposażonej w samoloty Vickers Valiant B.l, Canberra B.2 i Avro Lincoln B.2.
Kolejną bombą była taktyczna bomba Red Beard o wzmożonej sile wybuchu. Bomby były składowane na terytorium Wielkiej Brytanii, a także na Cyprze i w Singapurze. Pozostawały w użyciu do początku lat 70. XX w.

Pierwszą brytyjską bombą wodorową była bomba Yellow Sun. Do 1968 była podstawową strategiczną bombą w tym okresie, przenoszoną przez samoloty Handley Page Victor i Avro Vulcan.
W 1966 do uzbrojenia wprowadzono wolno spadające bomby WE 177 produkowane w trzech wariantach. Bomby tego typu pozostawały w użyciu aż do 1998. W tym roku zostały rozmontowane, a RAF utraciły zdolność atakowania obiektów przeciwnika za pomocą wolno spadających bomb jądrowych.

## Komponent morski
W 1967 do służby wszedł pierwszy strategiczny okręt podwodny S22 HMS Resolution. Był to początek istnienia komponentu morskiego strategicznych sił jądrowych Wielkiej Brytanii. W kolejnych latach do służby wchodziły kolejne okręty typu Resolution. Były to: S23 HMS Repulse, S26 HMS Renown i S27 HMS Revenge. Na każdym okręcie znajdowało się 16 pocisków rakietowych klasy „woda-ziemia” Polaris A3 rozmieszczonych pionowo w dwóch rzędach po osiem na śródokręciu za kioskiem. Okręty podwodne typu Resolution wchodziły w skład 10 Eskadry Okrętów Podwodnych i stacjonowały w bazie morskiej Faslane. Prowadziły dwumiesięczne rejsy patrolowe we wschodniej części Atlantyckiego Teatru Wojny w całkowitej ciszy radiowej. Każda jednostka posiadała dwie załogi, z których jedna znajdowała się na patrolu, a druga odpoczywała lub odbywała szkolenia na lądzie. Co najmniej jeden OPARB zawsze pełnił służbę patrolową. W 1996 okręty typu Resolution zastąpione zostały przez nowe okręty podwodne typu Vanguard.

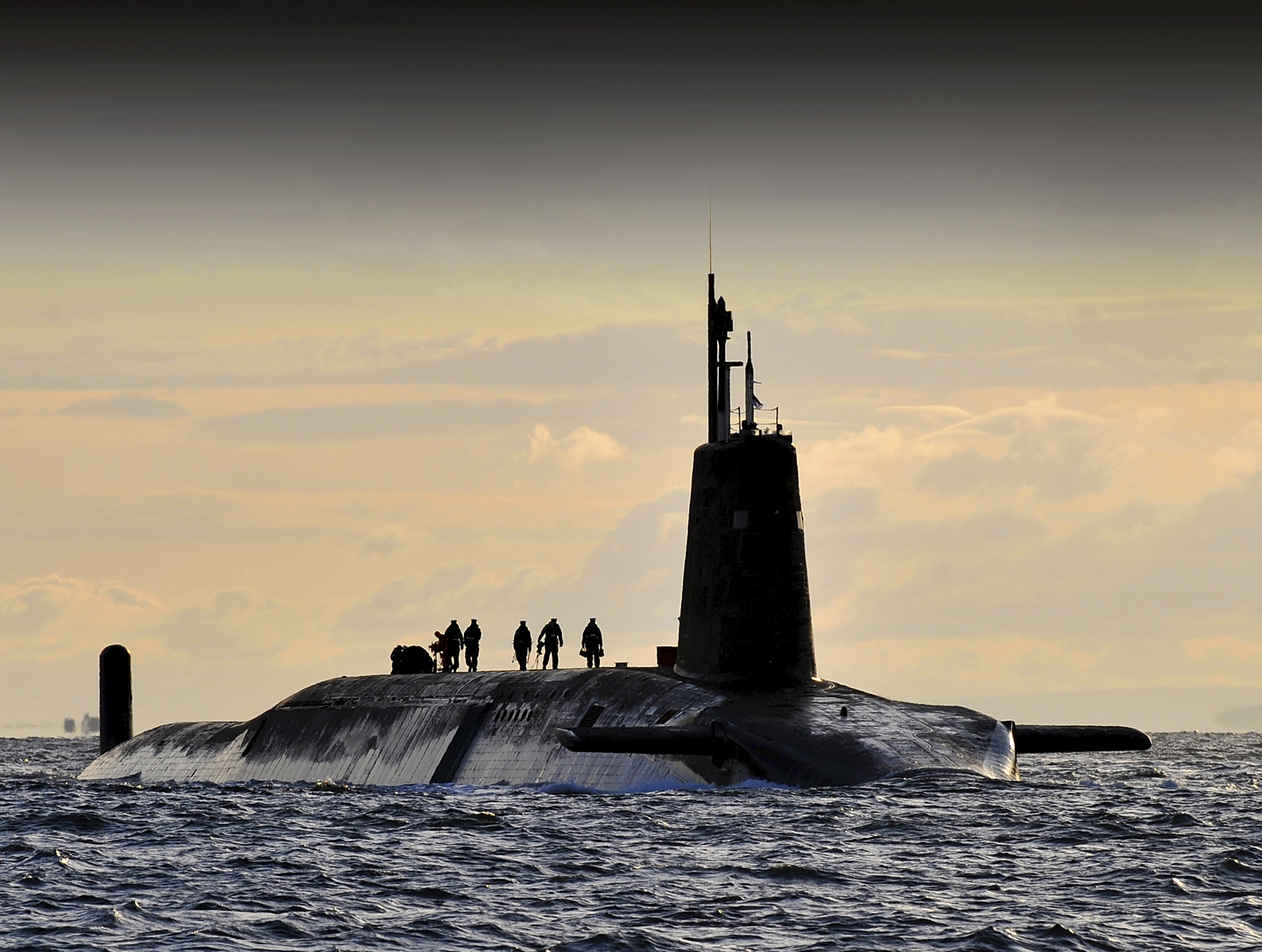
S28 HMS Vanguard

Ich budowę rozpoczęto w 1986 w stoczni Vickers Shipbuilding and Engineering w Barrow-in-Fumess i do 1999 wybudowano 4 okręty: S28 HMS Vanguard, S29 Victorious, S30 HMS Vigilant i S31 HMS Vengeance. Okręty posiadają w uzbrojeniu 16 wyrzutni rakiet dalekiego zasięgu klasy „woda-ziemia” typu UGM-133A Trident II D-5 rozmieszczone pionowo za kioskiem. Dawało to w sumie liczbę 512 niezależnych samonaprowadzających się ładunków jądrowych na wybrane cele.

Po zakończeniu „zimnej wojny” jednostki obniżyły swoje gotowości bojowe, a pociski balistyczne nie są zaprogramowane na wytypowany cel do zniszczenia. W drugiej połowie lat 90. XX w. liczba przenoszonych głowic przez pojedynczy okręt została zredukowana do 48. Tak więc cztery okręty podwodne mogły przenosić 192 niezależnych samonaprowadzających się głowic na oddzielne cele. Wszystkie okręty typu Vanguard podlegały 1 Eskadrze Okrętów Podwodnych stacjonującej w bazie HMNB Clyde.

## Komponent lądowy

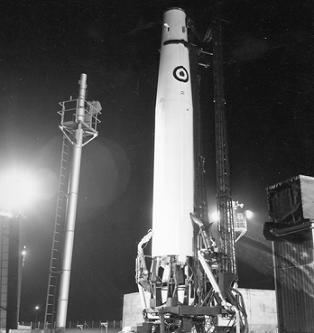
SM-75 Thor w barwach RAF

W latach 1959–1963 Stany Zjednoczone rozmieściły na terytorium Wielkiej Brytanii 60 rakiet balistycznych średniego zasięgu SM-75 Thor.
Pierwsze rakiety trafiły do 77 dywizjonu rakiet strategicznych RAF stacjonującego w Feltwell. Do dywizjonu przydzielono też  pododdział do zabezpieczenia, kontroli oraz utrzymania w gotowości rakiet i głowic, zapoczątkowania procesu uzbrajania rakiet oraz łączności. Do kwietnia 1960 cztery dywizjony osiągnęły gotowość operacyjną. Stany Zjednoczone zatrzymały prawo kontroli głowic jądrowych, a wystrzelenie pocisku mogło nastąpić po uzyskaniu zgody rządów Stanów Zjednoczonych i Wielkiej Brytanii. Rakiety znajdowały się w uzbrojeniu 20 dywizjonów sił powietrznych, które rozmieszczono głównie we wschodniej części Wielkiej Brytanii. W 1963 zostały zwrócone Stanom Zjednoczonym.

## Taktyczne siły jądrowe Wielkiej Brytanii
Taktyczna broń jądrowa znajdowała się w uzbrojeniu brytyjskich  sił lądowych, powietrznych i morskich.
W okresie zimnej wojny, będący w strukturze Brytyjskiej Armii Renu, 1 Korpus Armijny posiadał brygadę artylerii z dwoma pułkami wyrzutni MGR-1 Honest John i dwoma pułki 175 mm armat samobieżnych. W skład każdej dywizji wchodził pułk artylerii przeznaczony do wsparcia działań i składał się z baterii samobieżnych haubic kalibru 203 mm oraz dwóch baterii 155 mm haubic M-109 przystosowanych do strzelania amunicją jądrową.

W drugiej połowie lat 70. XX w. zreorganizowano brytyjskie wojska lądowe, a w uzbrojeniu związków taktycznych znajdowały się także środki do przenoszenia broni jądrowej, w tym 12 wyrzutni Lance, 16 haubic 203 mm i 48 haubic 155 mm. Głowice jądrowe do broni taktycznej pozostawały pod kontrolą amerykańską.

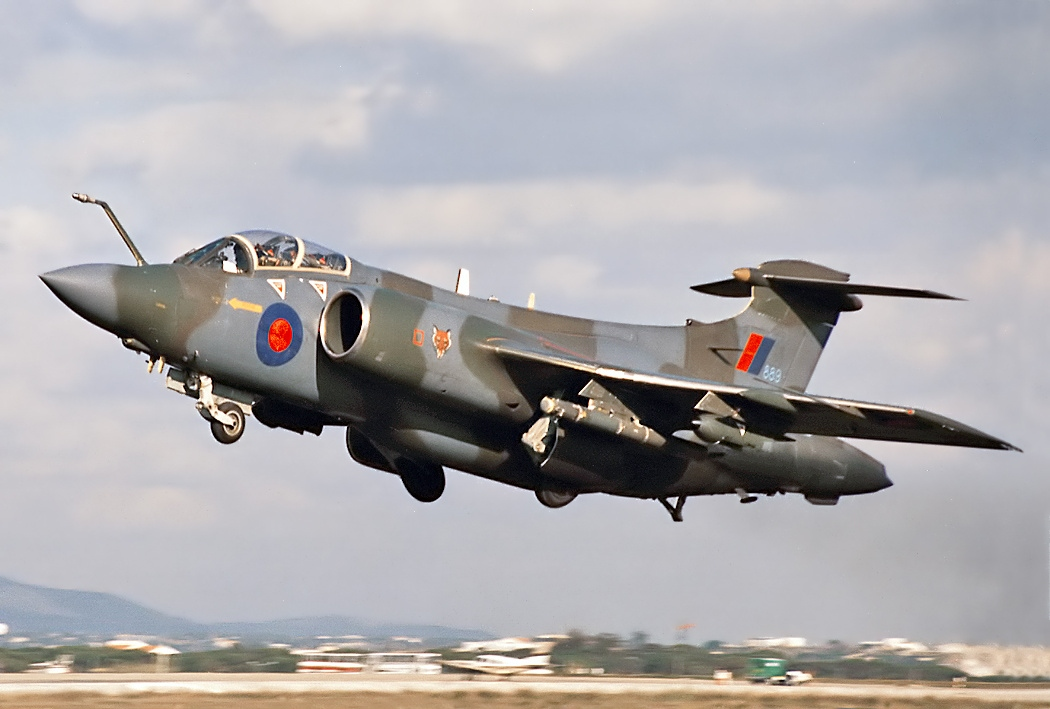
Blackburn Buccaneer

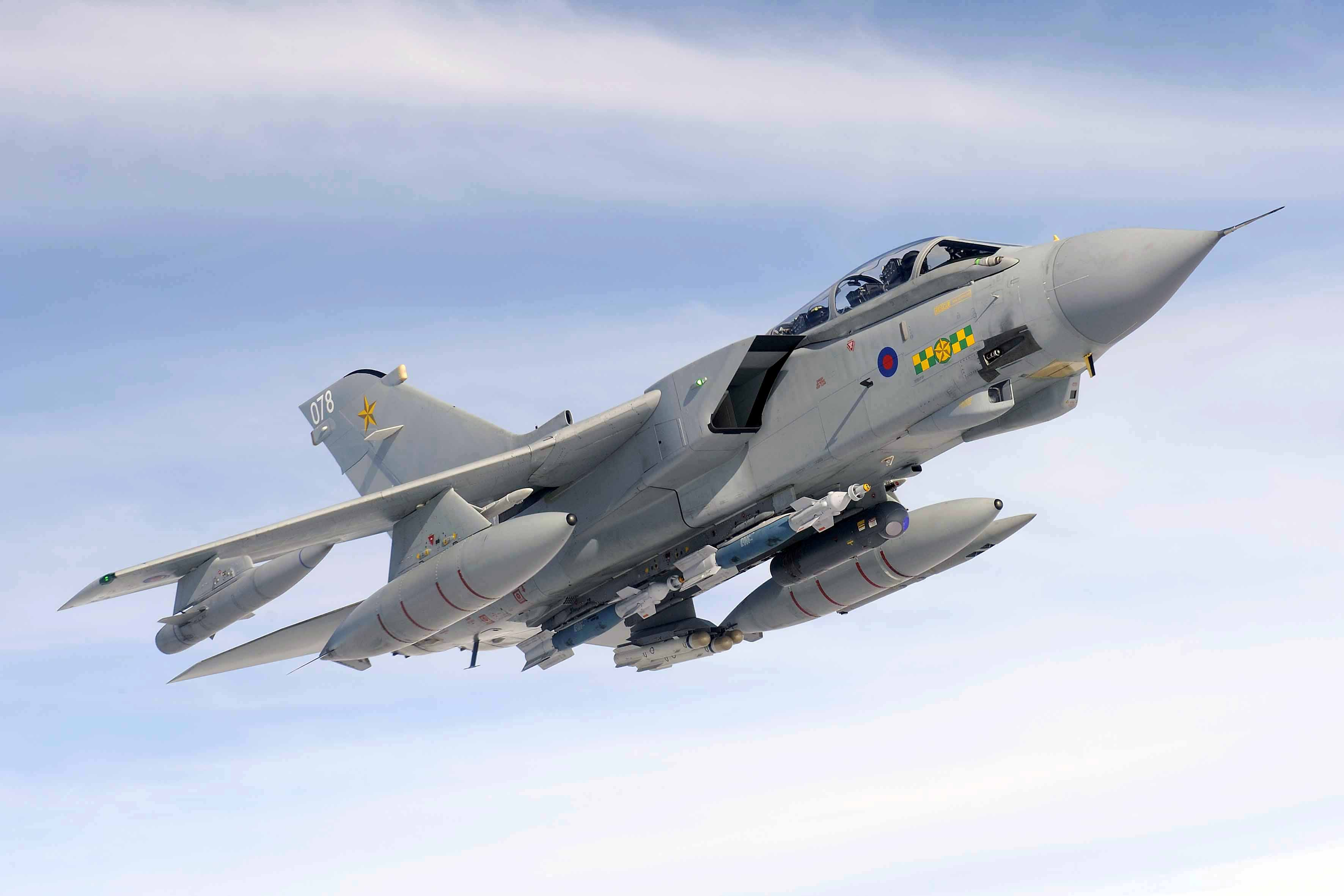
Tornado GR4 z podwieszonym uzbrojeniem treningowym

Siły powietrzne Wielkiej Brytanii przewidziane były do użycia w składzie połączonych sił zbrojnych NATO, zarówno w powszechnej wojnie jądrowej, jak i w wojnie ograniczonej. W ich skład wchodziły eskadry lotnicze oraz dywizjony przeciwlotniczych pocisków rakietowych. W latach 70. XX w. jednostki wydzielone do NATO zostały przezbrojone w samoloty pionowego startu i lądowania Harrier, samoloty myśliwsko-bombowe Phantom FGR.2 i samoloty bombowe Buccaneer S.2 oraz w samoloty wsparcia taktycznego Jaguar.
W latach 80. XX w. wymienione wcześniej, wysłużone już maszyny, zastąpił samolot Tornado. Głównymi nosicielami uzbrojenia jądrowego, w tym bomb WE 177, były samoloty Buccaneer, SEPECAT Jaguar i Tornado GR1.

Samoloty Blackburn Buccaneer mogły przenosić jedną bombę Red Beard lub dwie bomby WE 11 lub też dwa pociski z głowicą jądrową klasy „powietrze-ziemia” typu AGM-12. Do przenoszenia taktycznej broni jądrowej przewidziano samoloty 15. i 16. eskadry stacjonujące w bazie RAF Laarbruch w RFN.

W latach 80. XX w. na wyposażeniu wojsk brytyjskich znajdowały się samoloty typu Jaguar. Eskadry 14., 17., 20. i 31. uzbrojone w samoloty tego typu stacjonowały w bazie RAF Brüggen w RFN, 6. i 54. w bazie RAF Coltishall i 226 OCU  w bazie RAF Lossiemouth. W uzbrojeniu każdej eskadry znajdowało się 12 samolotów i 8 bomb WE117.

Kolejnym samolotem przenoszącym taktyczną broń jądrową był Tornado GR.1. Pierwsze samoloty tego typu w wersji uderzeniowej trafiły do 9 eskadry stacjonującej w bazie RAF Honington. Eskadra gotowość bojową osiągnęła 1 lipca 1982, a w 1986 została przeniesiona do bazy RAF Brüggen w RFN. Samoloty zostały uzbrojone między innymi w bomby jądrowe WE 177. W okresie późniejszym przezbrojono także 2., 12., i 15. eskadrę w bazie RAF Lossiemouth; 14., 17., i 31. eskadrę w bazie RAF Bruggen; 11., i 43. eskadrę w bazie RAF Leuchars, 29 eskadrę w bazie RAF Coningsby; 16., 20., eskadrę w bazie RAF Laarbruch. Samoloty Tornado zastąpiły samoloty Blackburn Buccaneer, SEPECAT Jaguar GR.l i F-4 Phantom II FGR.2. W latach 1998–2003, 142 samoloty Tornado GR1 zmodernizowano do wersji GR4.
W 2015,  9., 12. i 31. eskadry stacjonujące w bazie RAF Marham uzbrojone były w Tornada GR4.

Siły morskie Wielkiej Brytanii posiadały na swoim wyposażeniu jądrowe bomby głębinowe WE 177 A o mocy 0,5 kt. Bomby te mogły być przenoszone przez pokładowe samoloty Buccaneer S.2 i śmigłowce Sea Harrier, Wessex, Sea King i Sea Lynx, a także samoloty patrolowe Nimrod.

## Głowice jądrowe
| Typ                                                                       | Lata                                             | Liczba                                           | Moc                                              |
| Zaprojektowane i zbudowane przez Wielką Brytanię                          | Zaprojektowane i zbudowane przez Wielką Brytanię | Zaprojektowane i zbudowane przez Wielką Brytanię | Zaprojektowane i zbudowane przez Wielką Brytanię |
| ------------------------------------------------------------------------- | ------------------------------------------------ | ------------------------------------------------ | ------------------------------------------------ |
| Blue Danube                                                               | 1953-1963                                        | 58                                               | 16 kt                                            |
| Red Beard                                                                 | 1960-1972                                        | 110                                              | 15 kt                                            |
| Red Beard                                                                 | 1962-1973                                        | 35                                               | 15-25 kt                                         |
| Zaprojektowane przez USA, zbudowane przez WB                              |                                                  |                                                  |                                                  |
| Yellow Sun Mk 1                                                           | 1958-1963                                        | 37                                               | 400 kt                                           |
| Yellow Sun Mk 2                                                           | 1961-1968                                        | 86                                               | 1 Mt                                             |
| Blue Steel                                                                | 1962-1970                                        | 40                                               | 1,1 Mt                                           |
| WE 177A                                                                   | 1969-1998                                        | 54                                               | 10 kt                                            |
| WE 177B                                                                   | 1966-1995                                        | 53                                               | 450 kt                                           |
| WE 177C                                                                   | 1972-1995                                        | 125                                              | 200 kt                                           |
| WE 177A (ASW)                                                             | 1969-1992                                        | 43                                               | 0,5 kt                                           |
| Zaprojektowane i zbudowane przez WB do amerykańskich środków przenoszenia |                                                  |                                                  |                                                  |
| Polaris A3T                                                               | 1967-1983                                        | 250                                              | 3 x 200 kt                                       |
| Polaris A3TK                                                              | 1982-1996                                        | 100                                              | 3 x 200 kt                                       |
| Trident II                                                                | 1995                                             | 225                                              | 8 x 475 kt                                       |